# Ignaz Graße
Ignaz Graße (27. července 1829 Lasvice – 17. května 1900 Liberec) byl rakouský lékař a politik německé národnosti z Čech, poslanec Českého zemského sněmu.

## Biografie
Vystudoval gymnázium v České Lípě a medicínu na Karlo-Ferdinandově univerzitě v Praze. Roku 1855 získal titul doktora medicíny. Od roku 1857 působil jako okresní lékař v Liberci, od roku 1860 jako městský fyzik (lékař). Podle jiného zdroje byl městský fyzikem v letech 1868–1872. Od roku 1862 byl členem spolku Verein für Geschichte der Deutschen in Böhmen. Od roku 1871 do roku 1874 dočasně působil v Praze, pak se vrátil do Liberce, kde byl okresním lékařem do roku 1888.
V 70. letech se zapojil do vysoké politiky. V doplňovacích volbách v září 1871 byl zvolen na Český zemský sněm, kde zastupoval kurii městskou, obvod Liberec. Mandát obhájil v řádných zemských volbách v roce 1872. Rezignoval roku 1874. Na sněmu ho nahradil Ludwig Ehrlich von Treuenstätt mladší. V období let 1872–1874 byl rovněž členem zemského výboru. Patřil mezi kandidáty německé liberální Ústavní strany.